# Malsfeld
Malsfeld ist eine Gemeinde an der Fulda im nordhessischen Schwalm-Eder-Kreis.

## Geografie

### Nachbargemeinden
Malsfeld grenzt im Norden an die Städte Felsberg und Melsungen, im Osten an die Gemeinde Morschen, im Süden an die Gemeinde Knüllwald sowie im Südwesten an die Stadt Homberg (Efze) (alle im Schwalm-Eder-Kreis).

### Gliederung

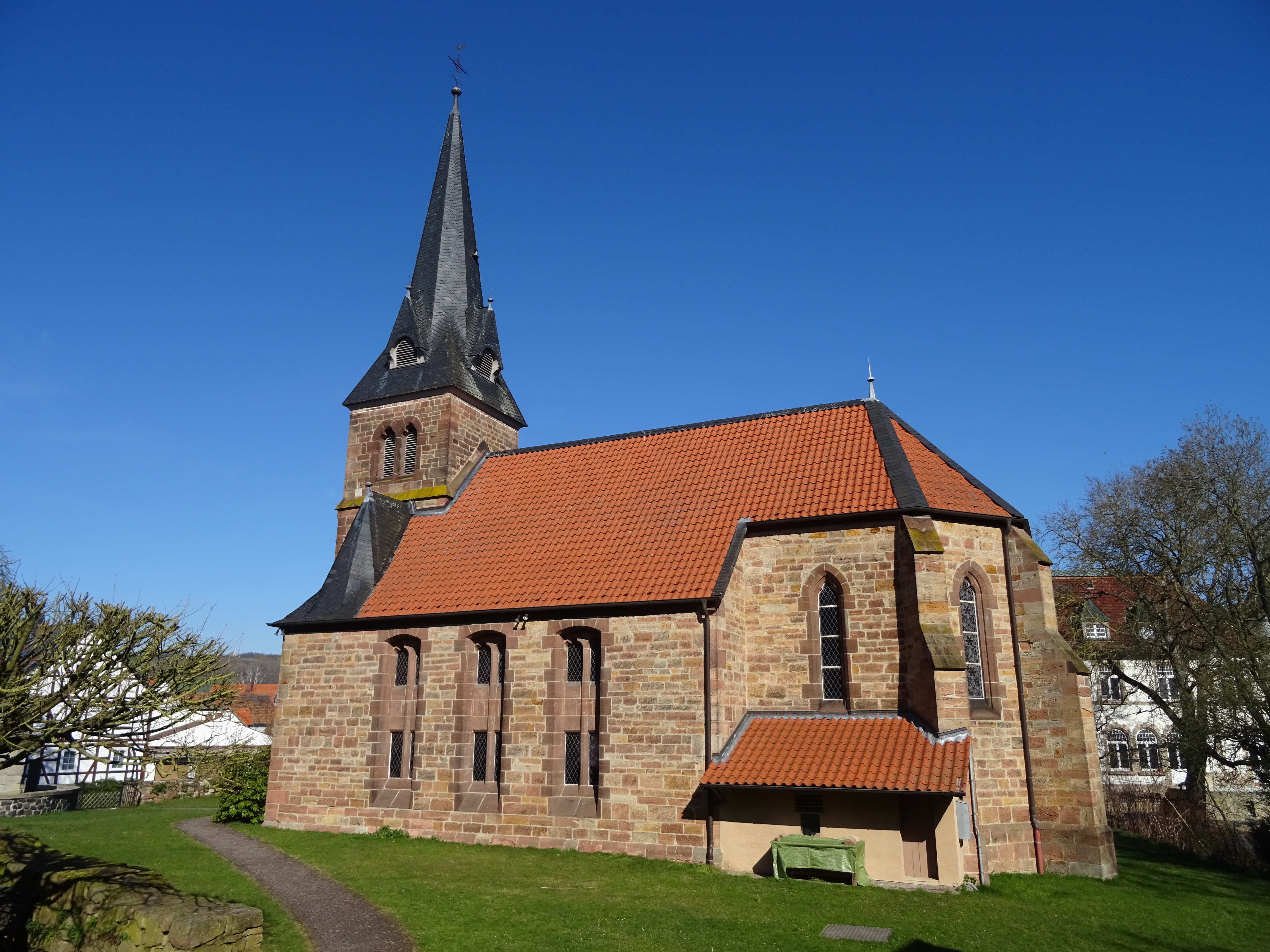
Evangelische Kirche Malsfeld

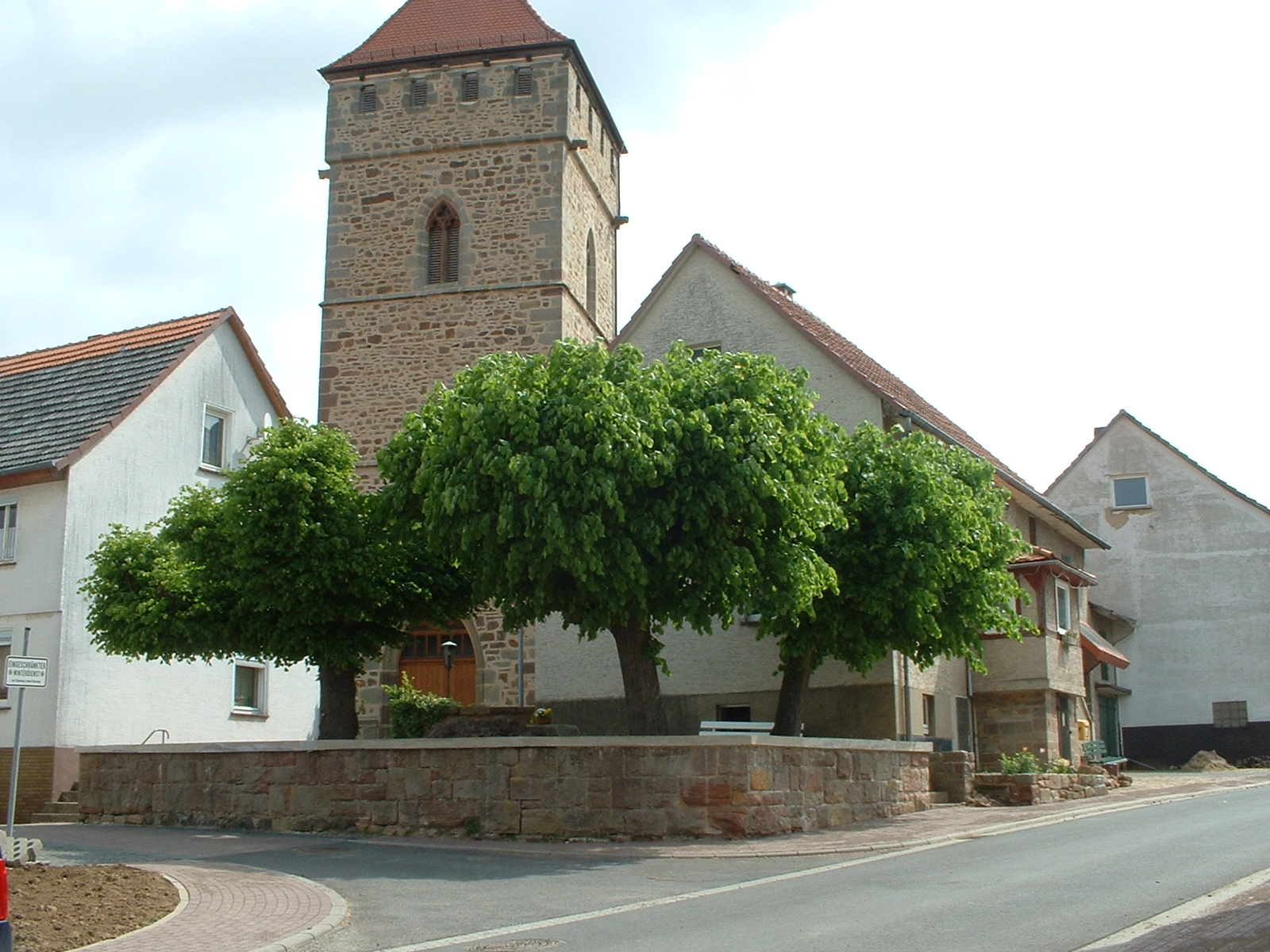
Geleitete Linden in Dagobertshausen

Die Gemeinde besteht aus den Ortsteilen Beiseförth, Dagobertshausen, Elfershausen, Mosheim, der Kerngemeinde Malsfeld, Ostheim und Sipperhausen.

#### Beiseförth
Obwohl erst 1348 erstmals urkundlich als „Beysenvorte“ erwähnt, wird die Ortsgründung auf das 8. Jahrhundert geschätzt. 1603 wurde „Beysenfort“ ein Lehen von Philipp von Scholley. Bis etwa 1870 war der Schiffsverkehr auf der Fulda mit Kassel und Hersfeld eine ebenso wichtige Einnahmequelle wie die Leinenweberei und später die Korbflechterei.
Der ehemalige Luftkurort wurde früher häufig von Arbeitern aus dem Ruhrgebiet besucht, die von ihren Firmen zur Erholung nach Beiseförth geschickt wurden. So hielten sich in den Sommermonaten oft mehr Besucher als Einwohner in der Ortschaft auf.
Sehenswert sind das Schiffhaus an der Mündung der Beise, das Korbmachermuseum und die Seilbahn für Fußgänger und Radfahrer über die Fulda.

#### Dagobertshausen
Einer Sage nach leitet sich der Name Dagobertshausen vom Frankenkönig Dagobert I. ab, der an diesem Ort im Jahre 631 die Wenden geschlagen haben soll. Offiziell verwendet wird dieser Name aber erst seit 1747, davor waren auch „Dabelshusen“, „Dageboldishus“ und „Taboldshusen“ gebräuchlich.
Dagobert I. soll auch eine Kirche gestiftet haben, an deren Platz heute die um 1400 erbaute Wehrkirche steht.

#### Elfershausen
Elfershausen wird erstmals 1253 urkundlich erwähnt, als der gesamte Ort vom Vizegrafen von Felsberg dem Kloster Breitenau zum Geschenk gemacht wurde. Nach der Reformation ging der Ort in den Besitz des Landgrafen über. Seit 1770 umfasste die „Domäne Elfershausen“ auch Teile von Dagobertshausen; die Domäne wurde 1971 aufgelöst. Die Zusammenlegung von Elfershausen mit Malsfeld war der Beginn der späteren „Großgemeinde Malsfeld“, die im Rahmen der kommunalen Gebietsreform gebildet wurde.
Der Sälzerweg, eine Handelsstraße zwischen Leipzig und Frankfurt (vgl. Sälzer Weg), verläuft nördlich von Elfershausen. Die Einwohner von Elfershausen waren hauptsächlich in der Landwirtschaft tätig.

#### Mosheim
Mosheim ist der älteste Ortsteil der seit 1974 bestehenden Gemeinde Malsfeld.
Das Dorf hat ca. 480 Einwohner. Mit seinem Neubaugebiet ist es auf Zuwachs angelegt. Nach dem Bau einer modernen Kanalisation wurden viele Straßen erneuert. Im Rahmen des Dorferneuerungsprogramms des Landes Hessen bekam der Lindenplatz einen Dorfbrunnen. Das Ehrenmal erhielt einen neuen Platz. Mit Grünanlagen zeigt sich der Ort in neuem Kleid. Im Ort sind mehr als 30 eigenständige Betriebe und Gewerbetreibende angesiedelt.
Das Bild des Ortskerns von Mosheim wird bis heute von bäuerlichen Höfen bestimmt, obwohl nur noch wenige Betriebe von Vollerwerbslandwirten geführt werden. Die freigewordenen Stallungen werden zunehmend mehr von Pferdeliebhabern als Unterstellplätze genutzt.
Das gesellschaftliche und kulturelle Leben pflegen die Mosheimer im Landfrauenverein, im Tauberverein „Mosenberger Bote“, dem Sportverein TSV Ost-Mosheim und dem noch jungen Heimatverein. Die Freiwillige Feuerwehr verfügt über Schulungs- und Aufenthaltsräume.
Das Dorfgemeinschaftshaus bietet in mehreren Räumen Platz für Familienfeiern, Vereinstreffen oder Versammlungen.

#### Malsfeld
Malsfeld ist der nach Einwohnerzahlen größte Ort der Gemeinde. Hier befindet sich auch das Rathaus. Inzwischen ist es über den Fährberg (241,7 m) mit Beiseförth baulich fast unmittelbar verbunden.

#### Ostheim
Ostheim wurde zwischen 1145 und 1159 erstmals urkundlich erwähnt. In Steinbrüchen wurde Basalt abgebaut, ebenso Braunkohle im Tagebau und Untertagebau.

#### Sipperhausen
Sipperhausen liegt zwischen Homberg/Efze und Melsungen. Es wird 943 erstmals als Wüstung „Swidburg“, dann 1142 als „Swipergehusen“ urkundlich erwähnt. Der Ortsteil umfasst auch die Siedlung Bubenrode, ein 1407 erstmals urkundlich erwähntes Rittergut, das 1956 in fünf Einzelhöfe aufgeteilt wurde.

## Geschichte
Die älteste bekannte Erwähnung des Kernorts von Malsfeld als „Alehesfelt“ erfolgte im Codex Eberhardi um das Jahr 1160 und bezog sich auf den Zeitraum zwischen 800 und 850. Die nächste erfolgte in einer Urkunde des Klosters Spieskappel unter dem Namen „Malzvelten“ im Jahr 1197.

## Gemeindebildung 1974
Am 1. Februar 1971 fusionierten im Zuge der Gebietsreform in Hessen die Gemeinden Elfershausen und Malsfeld zur neuen Gemeinde Malsfeld. Am 1. April 1972 kam Dagobertshausen hinzu. Am 1. Januar 1974 wurden kraft Landesgesetz die Gemeinden Malsfeld, Beiseförth, Mosheim (Landkreis Fritzlar-Homberg), Ostheim und Sipperhausen (Landkreis Fritzlar-Homberg) zur neuen Großgemeinde Malsfeld zusammengeschlossen. Gleichzeitige kam Malsfeld in den neu errichteten Schwalm-Eder-Kreis. Als Sitz der Gemeindeverwaltung wurde Malsfeld bestimmt. Für alle ehemalig eigenständigen Gemeinden wurden Ortsbezirke mit Ortsbeirat und Ortsvorsteher nach der Hessischen Gemeindeordnung gebildet.

## Bevölkerung

### Einwohnerstruktur 2011
Nach den Erhebungen des Zensus 2011 lebten am Stichtag, dem 9. Mai 2011, in Malsfeld 3932 Einwohner. Darunter waren 159 (2,3 %) Ausländer, von denen 91 aus dem EU-Ausland, 64 aus anderen europäischen Ländern und 6 aus anderen Staaten kamen. (Bis zum Jahr 2020 erhöhte sich die Ausländerquote auf 6,1 %.) Nach dem Lebensalter waren 672 Einwohner unter 18 Jahren, 1608 zwischen 18 und 49, 861 zwischen 50 und 64 und 789 Einwohner waren älter. Die Einwohner lebten in 1663 Haushalten. Davon waren 414 Singlehaushalte, 426 Paare ohne Kinder und 636 Paare mit Kindern, sowie 169 Alleinerziehende und 18 Wohngemeinschaften. In 297 Haushalten lebten ausschließlich Senioren und in 1098 Haushaltungen lebten keine Senioren.

### Einwohnerentwicklung
- 1585: 32 Haushaltungen[2]
- 1747: 50 Haushaltungen[2]

| Malsfeld: Einwohnerzahlen von 1834 bis 2020 | Malsfeld: Einwohnerzahlen von 1834 bis 2020 | Malsfeld: Einwohnerzahlen von 1834 bis 2020 | Malsfeld: Einwohnerzahlen von 1834 bis 2020 | Malsfeld: Einwohnerzahlen von 1834 bis 2020 |
| --- | ------------------------------------------- | ------------------------------------------- | ------------------------------------------- | ------------------------------------------- |
| Jahr |                                             |                                             |                                             | Einwohner                                   |
| 1834 | 1834                                        |                                             | 494                                         | 494                                         |
| 1840 | 1840                                        |                                             | 516                                         | 516                                         |
| 1846 | 1846                                        |                                             | 688                                         | 688                                         |
| 1852 | 1852                                        |                                             | 550                                         | 550                                         |
| 1858 | 1858                                        |                                             | 492                                         | 492                                         |
| 1864 | 1864                                        |                                             | 527                                         | 527                                         |
| 1871 | 1871                                        |                                             | 485                                         | 485                                         |
| 1875 | 1875                                        |                                             | 549                                         | 549                                         |
| 1885 | 1885                                        |                                             | 623                                         | 623                                         |
| 1895 | 1895                                        |                                             | 662                                         | 662                                         |
| 1905 | 1905                                        |                                             | 827                                         | 827                                         |
| 1910 | 1910                                        |                                             | 891                                         | 891                                         |
| 1925 | 1925                                        |                                             | 928                                         | 928                                         |
| 1939 | 1939                                        |                                             | 866                                         | 866                                         |
| 1946 | 1946                                        |                                             | 1.342                                       | 1.342                                       |
| 1950 | 1950                                        |                                             | 1.370                                       | 1.370                                       |
| 1956 | 1956                                        |                                             | 1.270                                       | 1.270                                       |
| 1961 | 1961                                        |                                             | 1.139                                       | 1.139                                       |
| 1967 | 1967                                        |                                             | 1.164                                       | 1.164                                       |
| 1973 | 1973                                        |                                             | 4.192                                       | 4.192                                       |
| 1975 | 1975                                        |                                             | 4.129                                       | 4.129                                       |
| 1980 | 1980                                        |                                             | 3.999                                       | 3.999                                       |
| 1985 | 1985                                        |                                             | 4.121                                       | 4.121                                       |
| 1990 | 1990                                        |                                             | 4.054                                       | 4.054                                       |
| 1995 | 1995                                        |                                             | 4.207                                       | 4.207                                       |
| 2000 | 2000                                        |                                             | 4.319                                       | 4.319                                       |
| 2005 | 2005                                        |                                             | 4.260                                       | 4.260                                       |
| 2010 | 2010                                        |                                             | 4.066                                       | 4.066                                       |
| 2011 | 2011                                        |                                             | 3.932                                       | 3.932                                       |
| 2015 | 2015                                        |                                             | 3.964                                       | 3.964                                       |
| 2020 | 2020                                        |                                             | 3.889                                       | 3.889                                       |
| Datenquelle: Historisches Gemeindeverzeichnis für Hessen: Die Bevölkerung der Gemeinden 1834 bis 1967. Wiesbaden: Hessisches Statistisches Landesamt, 1968. Weitere Quellen: Hessisches Statistisches Informationssystem; Zensus 2011 Nach 1970 einschließlich der im Zuge der Gebietsreform in Hessen eingegliederten Orte. |                                             |                                             |                                             |                                             |

### Religionszugehörigkeit
| • 1885: | 573 evangelische (= 97,12 %), 6 katholische (= 1,03 %), 11 jüdische (= 1,86 %) Einwohner   |
| • 1961: | 974 evangelische (= 85,51 %), 160 katholische (= 14,05 %) Einwohner                        |
| • 1987: | 3323 evangelische (= 84,1 %), 389 katholische (= 9,8 %), 240 sonstige (= 6,1 %) Einwohner  |
| • 2011: | 2863 evangelische (= 72,8 %), 334 katholische (= 8,5 %), 736 sonstige (= 18,7 %) Einwohner |

## Politik

### Gemeindevertretung
Die Kommunalwahl am 14. März 2021 lieferte folgendes Ergebnis, in Vergleich gesetzt zu früheren Kommunalwahlen:
| Gemeindevertretung – Kommunalwahlen 2021 | Gemeindevertretung – Kommunalwahlen 2021                                     |
| --- | ---------------------------------------------------------------------------- |
| Stimmenanteil in %Wahlbeteiligung 65,2 % 50403020100 38,2 (−9,9)24,6 (−4,5)15,4 (n. k.)11,4 (−2,9)10,4 (+1,9) SPDGLbGiBcCDUFDP20162021Anmerkungen:b Gemeinschaftsliste Hochland-Fuldatalc Gemeinde in Bewegung | SitzverteilungInsgesamt 23 Sitze - SPD: 9 - GL: 6 - GiB: 3 - CDU: 3 - FDP: 2 |

| Parteien und Wählergemeinschaften | Parteien und Wählergemeinschaften           | % 2021 | Sitze 2021 | % 2016 | Sitze 2016 | % 2011 | Sitze 2011 | % 2006 | Sitze 2006 | % 2001 | Sitze 2001 |
| --------------------------------- | ------------------------------------------- | ------ | ---------- | ------ | ---------- | ------ | ---------- | ------ | ---------- | ------ | ---------- |
| SPD                               | Sozialdemokratische Partei Deutschlands     | 38,2   | 9          | 48,1   | 11         | 52,2   | 12         | 56,5   | 13         | 54,6   | 13         |
| GL                                | Gemeinschaftsliste Hochland-Fuldatal        | 24,6   | 6          | 29,1   | 7          | 25,8   | 6          | 20,9   | 5          | 25,4   | 6          |
| GiB                               | Gemeinde in Bewegung                        | 15,4   | 3          | —      | —          | —      | —          | —      | —          | –      | –          |
| CDU                               | Christlich Demokratische Union Deutschlands | 11,4   | 3          | 14,3   | 3          | 16,1   | 4          | 17,2   | 4          | 18,6   | 4          |
| FDP                               | Freie Demokratische Partei                  | 10,4   | 2          | 8,5    | 2          | 5,9    | 1          | 5,4    | 1          | —      | —          |
| FWG                               | Freie Wählergemeinschaft Malsfeld           | —      | —          | —      | —          | —      | —          | —      | —          | 1,3    | 0          |
| Gesamt                            | Gesamt                                      | 100,0  | 23         | 100,0  | 23         | 100,0  | 23         | 100,0  | 23         | 100,0  | 23         |
| Wahlbeteiligung in %              | Wahlbeteiligung in %                        | 65,2   | 65,2       | 62,3   | 62,3       | 60,5   | 60,5       | 61,2   | 61,2       | 71,5   | 71,5       |

### Bürgermeister
Nach der hessischen Kommunalverfassung wird der Bürgermeister für eine sechsjährige Amtszeit gewählt, seit dem Jahr 1993 in einer Direktwahl, und ist Vorsitzender des Gemeindevorstands, dem in der Gemeinde Malsfeld neben dem Bürgermeister ehrenamtlich ein Erster Beigeordneter und fünf weitere Beigeordnete angehören. Bürgermeister ist seit dem 1. Juni 2022 Michael Hanke (SPD). Er wurde als Nachfolger von Herbert Vaupel (SPD), der nach vier Amtszeiten nicht wieder kandidiert hatte, am 26. September 2021 im ersten Wahlgang bei 79,79 Prozent Wahlbeteiligung mit 55,33 Prozent der Stimmen gewählt.
Amtszeiten der Bürgermeister
- 2022–2028 Michael Hanke (SPD)[19]
- 1998–2022 Herbert Vaupel (SPD)[20]
- 1960–1998 Kurt Stöhr (SPD) (1934–2008)[23]

### Wappen
Das Wappen wurde am 26. Juni 1981 durch das Hessische Innenministerium genehmigt.
Blasonierung: „Im blauen Schild den achtmal von Rot und Silber geteilten, goldbewehrten und rotgezungten hessischen Löwen, der seine linke Pranke auf einen Schild stützt, darin in Gold zwei voneinander abgekehrte rote Straußenfedern.“
Die Darstellung des hessischen Löwen mit rotem Kopf ist ungewöhnlich. Es finden sich deshalb auch Wappendarstellungen des „üblichen“ hessischen Löwen (mit weißem obersten Streifen).

### Flagge
Die Flagge wurde am 30. April 1986 durch das Hessische Innenministerium genehmigt.
„Zwischen schmalen blauen Seitenstreifen eine breite goldene Mittelbahn, die in der oberen Hälfte mit dem Gemeindewappen belegt ist.“

### Partnerschaften
Malsfeld unterhält partnerschaftliche Beziehungen zu Bag in Ungarn seit 1996, Moyaux in Frankreich seit 1984 und Unterschönau in Thüringen seit 1990.

## Kultur und Sehenswürdigkeiten
Die Gesamtgemeinde Malsfeld verfügt über eine Reihe kultureller und historischer Sehenswürdigkeiten. Jeder der sieben Ortsteile weist einen Ortskern mit für Nord-Hessen charakteristischen Fachwerkhäusern auf. Dabei ist der Ortskern von Malsfeld der größte und geschlossenste.

### Bauwerke
- Neues Rathaus, Malsfeld
- Rittergut Bubenrode (Malsfeld), Sipperhausen
- Märchenmühle, Beiseförth
- Wüstung Oberdagobertshausen
- Schnegelshof, Dagobertshausen

### Museen
- Korbmachermuseum, Beiseförth
- Brauereimuseum, Malsfeld

### Kirchen
- Evangelische Kirche, Malsfeld
- Evangelische Kirche, Mosheim
- Evangelische Kirche (Sipperhausen)
- Evangelische Kirche Ostheim
- Wehrkirche, Dagobertshausen

### Historische Gasthäuser
- Gasthof zum Goldenen Löwen, Beiseförth

### Natur
- Naturdenkmal Sipperhäuser Linde, Sippenhausen
- Naturbadesee, Beiseförth
- Beisequelle, Beiseförth
- Fuldaseilbahn, Beiseförth
- Geleitete Linden, Dagobertshausen
- Tanzlinde, Ostheim

## Wirtschaft und Infrastruktur

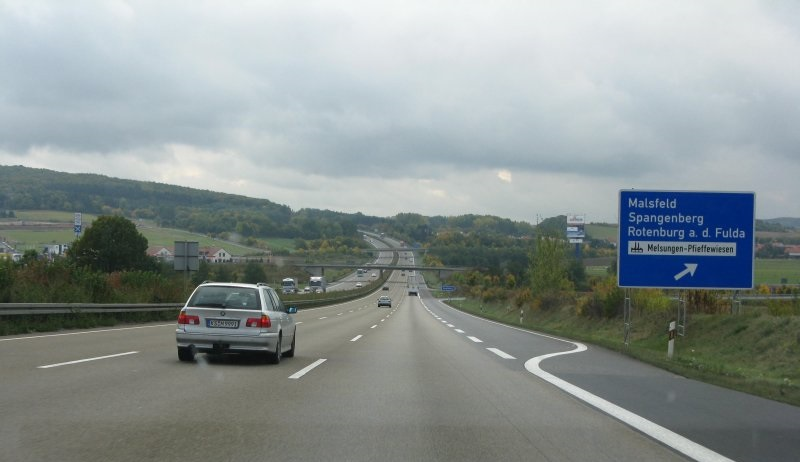
A7-Anschlussstelle Malsfeld Ri. Süden

### Verkehr
Malsfeld ist seit 2003 die Bezeichnung der neugeschaffenen Anschlussstelle 83 an der Bundesautobahn 7. In Malsfeld und dem Ortsteil Beiseförth gibt es einen Haltepunkt an der Bahnstrecke Bebra–Baunatal-Guntershausen, der vom SPNV bedient wird. Angegliedert ist außerdem ein Umschlagbahnhof für den Containerverkehr.
Durch das Gemeindegebiet führen folgende Radwanderwege:
- Der Hessische Radfernweg R1 (Fulda-Radweg) führt über 250 km von den Höhen der Rhön entlang der Fulda bis Bad Karlshafen an der Weser.
- Der Hessische Radfernweg R5 (Nordhessenroute Eder-Fulda-Werra) führt über 220 km von Willingen im Upland entlang des südlichen Ederseeufers, über Homberg (Efze) und Rotenburg an der Fulda bis nach Wanfried an der Werra.
- Die D-Route 9 (Weser-Romantische Straße) führt von der Nordsee über Bremen, Kassel, Fulda und das Taubertal nach Füssen im Allgäu (1.197 km).

### Freizeit
- Campingplatz mit Badesee an der Fulda

## Persönlichkeiten
- Albrecht von Bardeleben (1777–1856), kurhessischer Generalleutnant und Kriegsminister; geboren in Sipperhausen
- Wilhelm Ellenberger (1848–1929), Begründer der modernen Veterinäranatomie; geboren in Beiseförth
- Ludwig Werner (1855–1928), antisemitischer Politiker
- Anneliese Bläsing (1923–1996), Landtagsabgeordnete der NPD, geboren in Malsfeld
- Karl Mihm (1934–2021), Landtagsabgeordneter der CDU, lebte in Malsfeld
- Leo (Levy) Rosenblatt (1888–1944), deutscher Lehrer und Erzieher, geboren in Beiseförth